# 迅掠蛛
迅掠蛛（学名：Drassodes fugax）为平腹蛛科掠蛛属的动物。分布于古北区以及中国大陆的北京、甘肃、西藏、新疆等地，多见于草丛的石隙下。